# Copa Ouro da CONCACAF de 2005
A Copa Ouro da CONCACAF 2005 foi a oitava edição da Copa Ouro, competição de futebol da América do Norte e Central (CONCACAF). Foi disputada nos Estados Unidos em Julho de 2005.
Durante o torneio, diversas partidas do Grupo A em Miami tiveram que ser adiadas por causa do Furacão Dennis.
As seleções de Colômbia e África do Sul participaram da Copa Ouro a convite da CONCACAF, sendo que esta foi a última vez que o torneio teve a presença de seleções convidadas de outras confederações.

## Seleções partipantes
- Canadá
- Costa Rica
- Cuba
- Estados Unidos
- Guatemala
- Honduras
- Jamaica
- México
- Panamá
- Trinidad e Tobago
- Colômbia (convidado)
- África do Sul (convidado)

## Locais
- Gillette Stadium, Foxborough, Massachusetts
- Giants Stadium, East Rutherford, Nova Jersey
- Home Depot Center, Carson, Califórnia
- Los Angeles Memorial Coliseum, Los Angeles, Califórnia
- Orange Bowl, Miami, Flórida
- Qwest Field, Seattle, Washington
- Reliant Stadium, Houston, Texas

## Fase de grupos

### Grupo A
| Time              | Pts | J | V | E | D | GP | GC |
| ----------------- | --- | - | - | - | - | -- | -- |
| Honduras          | 7   | 3 | 2 | 1 | 0 | 4  | 2  |
| Panamá            | 4   | 3 | 1 | 1 | 0 | 3  | 3  |
| Colômbia          | 3   | 3 | 1 | 0 | 2 | 3  | 3  |
| Trinidad e Tobago | 2   | 3 | 0 | 2 | 1 | 3  | 5  |

| 6 de Julho de 2005  |       |                   |       |       |  |
| Colômbia            | 0 – 1 | Panamá            | 19:00 | Miami |  |
| Trinidad e Tobago   | 1 – 1 | Honduras          | 21:00 | Miami |  |
| 10 de Julho de 2005 |       |                   |       |       |  |
| Honduras            | 2 – 1 | Colômbia          | 19:00 | Miami |  |
| Panamá              | 2 – 2 | Trinidad e Tobago | 21:00 | Miami |  |
| 12 de Julho de 2005 |       |                   |       |       |  |
| Colômbia            | 2 – 0 | Trinidad e Tobago | 17:00 | Miami |  |
| Honduras            | 1 – 0 | Panamá            | 19:00 | Miami |  |

### Grupo B
| Time           | Pts | J | V | E | D | GP | GC |
| -------------- | --- | - | - | - | - | -- | -- |
| Estados Unidos | 7   | 3 | 2 | 1 | 0 | 6  | 1  |
| Costa Rica     | 7   | 3 | 2 | 1 | 0 | 4  | 1  |
| Canadá         | 3   | 3 | 1 | 0 | 2 | 2  | 4  |
| Cuba           | 0   | 3 | 0 | 0 | 3 | 3  | 9  |

| 7 de Julho de 2005  |       |            |       |            |  |
| Canadá              | 0 – 1 | Costa Rica | 17:30 | Seattle    |  |
| Cuba                | 1 – 4 | EUA        | 19:30 | Seattle    |  |
| 9 de Julho de 2005  |       |            |       |            |  |
| Costa Rica          | 3 – 1 | Cuba       | 11:30 | Seattle    |  |
| EUA                 | 2 – 0 | Canadá     | 13:30 | Seattle    |  |
| 12 de Julho de 2005 |       |            |       |            |  |
| EUA                 | 0 – 0 | Costa Rica | 19:00 | Foxborough |  |
| Canadá              | 2 – 1 | Cuba       | 21:00 | Foxborough |  |

### Grupo C
| Time          | Pts | J | V | E | D | GP | GC |
| ------------- | --- | - | - | - | - | -- | -- |
| México        | 6   | 3 | 2 | 0 | 1 | 6  | 2  |
| África do Sul | 5   | 3 | 1 | 2 | 0 | 6  | 5  |
| Jamaica       | 4   | 3 | 1 | 1 | 1 | 7  | 7  |
| Guatemala     | 1   | 3 | 0 | 1 | 2 | 4  | 9  |

| 8 de Julho de 2005  |       |               |       |             |  |
| África do Sul       | 2 – 1 | México        | 19:00 | Carson      |  |
| Guatemala           | 3 – 4 | Jamaica       | 21:00 | Carson      |  |
| 10 de Julho de 2005 |       |               |       |             |  |
| México              | 4 – 0 | Guatemala     | 12:00 | Los Angeles |  |
| Jamaica             | 3 – 3 | África do Sul | 14:00 | Los Angeles |  |
| 13 de Julho de 2005 |       |               |       |             |  |
| Guatemala           | 1 – 1 | África do Sul | 19:00 | Houston     |  |
| México              | 1 – 0 | Jamaica       | 21:00 | Houston     |  |

## Quartas-de-final
| 16 de Julho de 2005 |                    |            |       |            |  |
| Honduras            | 3 – 2              | Costa Rica | 13:00 | Foxborough |  |
| 16 de Julho de 2005 |                    |            |       |            |  |
| EUA                 | 3 – 1              | Jamaica    | 16:00 | Foxborough |  |
| 17 de Julho de 2005 |                    |            |       |            |  |
| México              | 1 – 2              | Colômbia   | 14:00 | Houston    |  |
| 17 de Julho de 2005 |                    |            |       |            |  |
| África do Sul       | 1 – 1 (3 – 5 Pen.) | Panamá     | 17:00 | Houston    |  |

## Semifinais
| 21 de Julho de 2005 |       |        |       |                 |  |
| Honduras            | 1 – 2 | EUA    | 18:00 | East Rutherford |  |
| 21 de Julho de 2005 |       |        |       |                 |  |
| Colômbia            | 2 – 3 | Panamá | 21:00 | East Rutherford |  |

## Final
| 24 de Julho de 2005 |                    |        |       |                 |
| Estados Unidos      | 0 – 0 (3 – 1 Pen.) | Panamá | 15:00 | East Rutherford |

| Copa Ouro 2005                     |
| ---------------------------------- |
| Estados Unidos Campeão (3º título) |

## Melhores marcadores
3 golos
- DaMarcus Beasley (Vencedor da Bota de Ouro)
- Landon Donovan
- Ricardo Fuller
- Carlos Ruiz
- Luis Tejada
- Wilmer Velasquez

## Prêmios
MVP
- Luis Tejada

Melhor Guarda-Redes
- Jaime Penedo

Trofeu Fair Play
- Honduras

Best XI
- G -  Jaime Penedo
- D -  Felipe Baloy
- D -  Samuel Caballero
- D -  Oguchi Onyewu
- M -  DaMarcus Beasley
- M -  Landon Donovan
- M -  Jairo Patiño
- M -  Luis Ernesto Pérez
- A -  Tressor Moreno
- A -  Luis Tejada
- A -  Wilmer Velasquez

Reservas
- G -  Kasey Keller
- D -  Tyrone Marshall
- D -  Michael Umaña
- M -  Philip Evans
- M -  John O'Brien
- A -  Jorge Dely Valdes
- A -  Jafet Soto

## Classificação final
| Team | Team               | Pts | Jgs | V | E | D | GM | GS | Dif | Perc  |
| ---- | ------------------ | --- | --- | - | - | - | -- | -- | --- | ----- |
| 1    | EUA                | 14  | 6   | 4 | 2 | 0 | 11 | 3  | +8  | 83,3% |
| 2    | Panamá             | 9   | 6   | 2 | 3 | 1 | 7  | 6  | +1  | 58,3% |
| 3    | Honduras           | 10  | 5   | 3 | 1 | 1 | 8  | 6  | +2  | 70,0% |
| 4    | Colombia           | 6   | 5   | 2 | 0 | 3 | 7  | 7  | 0   | 40,0% |
| 5    | Costa Rica         | 7   | 4   | 2 | 1 | 1 | 6  | 4  | +2  | 62,5% |
| 6    | Mexico             | 6   | 4   | 2 | 0 | 2 | 7  | 4  | +3  | 50,0% |
| 7    | Africa do Sul      | 6   | 4   | 1 | 3 | 0 | 7  | 6  | +1  | 33,3% |
| 8    | Jamaica            | 4   | 4   | 1 | 1 | 2 | 8  | 10 | -2  | 37,5% |
| 9    | Canada             | 3   | 3   | 1 | 0 | 2 | 2  | 4  | -2  | 33,3% |
| 10   | Trinidade e Tobago | 2   | 3   | 0 | 2 | 1 | 3  | 5  | -2  | 33,3% |
| 11   | Guatemala          | 1   | 3   | 0 | 1 | 2 | 4  | 9  | -5  | 16,7% |
| 12   | Cuba               | 0   | 3   | 0 | 0 | 3 | 3  | 9  | -6  | 00,0% |